# Habitatge al carrer Perxes i Amorós (Alcover)
L'Habitatge al carrer Perxes i Amorós és una obra eclèctica d'Alcover (Alt Camp) inclosa a l'Inventari del Patrimoni Arquitectònic de Catalunya.

## Descripció
Edifici entre mitgeres que fa cantonada amb els carrers de les Perxes i Amorós. Consta de planta baixa i dos pisos. La façana principal, que dona al carrer del Rec, és de composició simètrica. Actualment la porta ha estat tapiada i l'accés es realitza per un dels laterals. La planta baixa mostra tres obertures d'arc escarser. Al primer pis hi ha un balcó corregut amb tres obertures allindades, i al segon hi ha tres balcons. La separació entre els pisos és remarcada per una línia d'imposta motllurada que ressegueix la peanya dels balcons. El conjunt es corona amb una cornisa sobresortint. A mitjan 1990, per sobre d'aquesta s'hi col·locà un nou cos de maó a dues aigües. L'edifici presenta diversos decoratiu d'interès: emmarcaments de les obertures amb motius florals, cartel·les, arrebossat de la façana.

## Història
A la clau de l'arc de la porta d'accés a l'habitatge figura la data del 1900. Les característiques formals de la construcció expressen el moment en què va ser realitzada, quan l'ús dels estils històrics començava a deixar lloc a elements del nou vocabulari modernista.